# Asian Dub Foundation

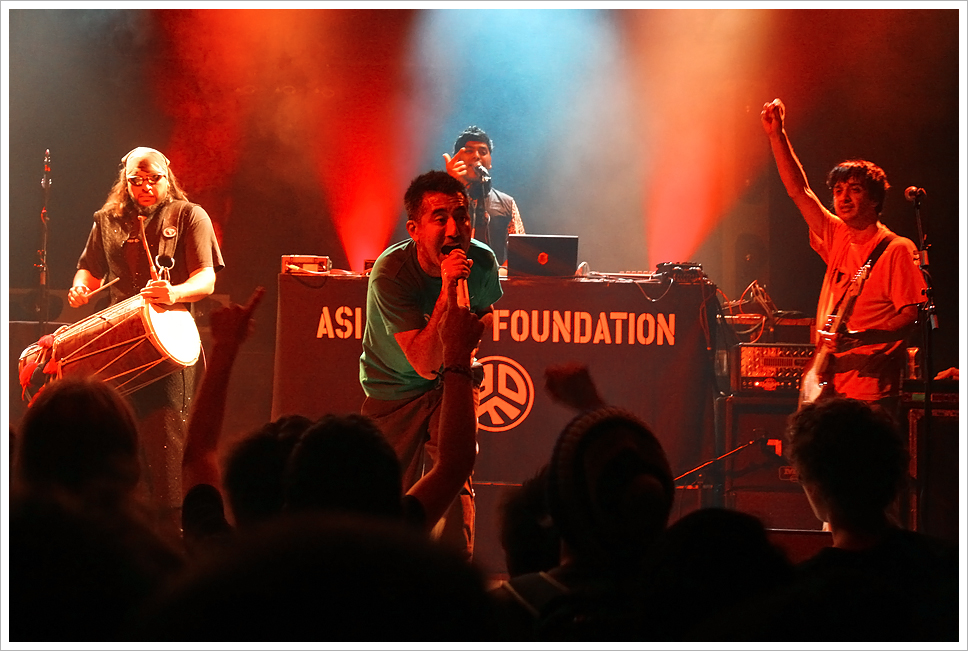
Optreden van Asian Dub Foundation in 2008

Asian Dub Foundation is een Britse band die een mengeling van rapcore, dub, dancehall en ragga spelen. Asian Dub Foundation is in 1993 ontstaan. De bandleden zijn (anno 2012): Steve Chandra Savale (Chandrasonic), Sanjay Gulabbhai Tailor (Sun-J), John Pandit (Pandit G), Prithpal Rajput (Cyber), Martin Savale, Al Rumjen en Aktar Ahmed (Aktarv8r). Hun tweede album Rafi's Revenge (1998) werd genomineerd voor de Mercury Prize.